# Момчето, стоящо до крематориума
„Момчето, стоящо до крематориума“ (алтернативно: „Стоящото момче от Нагасаки“) е историческа снимка, направена в Нагасаки, Япония, през септември 1945 г., малко след атомната бомбардировка на този град на 9 август 1945 г. Снимката е на момче на около десет години с мъртвото си братче, завързано за гърба му, чакащо реда си в крематориума.
Снимката е направена от Джо О'Донъл, тогава работещ за морската пехота на САЩ.
| „ | Видях едно момче на около десет години да минава. Носеше бебе на гърба си. В онези дни в Япония често виждахме деца да играят с малките си братя или сестри на гърба си, но това момче беше очевидно различно. Виждах, че е дошъл на това място по сериозна причина. Не носеше обувки. Лицето му беше твърдо. Малката глава беше наклонена назад, сякаш бебето спеше дълбоко. Момчето стоя там пет-десет минути. Мъжете с бели маски се приближиха до него и тихо започнаха да свалят въжето, което държеше бебето. Тогава видях, че бебето вече е мъртво. Мъжете държали тялото за ръцете и краката и го поставяли на огъня. Момчето стоеше изправено, без да помръдне, наблюдавайки пламъците. Той прехапваше долната си устна толкова силно, че тя блестеше с кръв. Пламъкът гореше ниско, както слънцето залязваше. Момчето се обърна и мълчаливо се отдалечи. Джо О'Донъл. | “ |

О'Донъл прави лични копия на снимките си от Нагасаки и ги държи скрити в багажника до 1989 г., когато съставя пътуваща изложба и книга. „Япония 1945“ на О'Донъл, „Образи от багажника“ е публикувана в Япония през 1995 г. и се чете широко.

## Опит да се определи самоличността на момчето
През 1979 г. Йошитоши Фукахори, който е бил близо до бомбардировките и все още е преследван от травма от събитията, започва доживотно усилие за събиране на снимки на непосредствените последици.  Когато вижда снимката на момчето, Фукахори започва опит да определи самоличността на момчето. В крайна сметка той се проваля, но снимката е видяна и от някой си Масанори Мураока.
Мураока вярвал, че разпознава момчето като плеймейтка от детството, въпреки че е забравил или никога не е знаел името на момчето. Той също така вярва, че е срещнал момчето след бомбардировката, носейки мъртвия си брат на гърба си и обяснявайки: „Майка ми не е тук“. Мураока предприел собствено разследване, за да установи самоличността на момчето. Мураока намира няколко незначителни възможни улики, но също не успява, въпреки че води обширна тетрадка със записки на усилията си.
50-минутен документален филм, Searching for the Standing Boy of Nagasaki (焼き場に立つ少年'をさがして), е продуциран от NHK и пуснат на 7 август 8 г. (2020) Филмът описва тези усилия (както и преживяванията на „сираците на атомната бомба“ като цяло).  През 7 г. филмът е разпространен в Америка от Американската обществена телевизия. (2021)

## Допълнителна информация
През септември 1945 г. Джо О'Донъл е на двадесет и три години фотограф, от морската пехота на САЩ, който дава служба на брега в Япония, тогава под американска окупация. Дадени ну са разпореждания да документира на лента последиците от американските бомбардировки в японски градове, включително но не само Хирошима и Нагасаки, но и градове като Сасебо, един от повече от шестдесетте японски града, бомбардирани преди атомните атаки. „Хората, които срещнах“, спомня си той, „страданието, на което станах свидетел, и сцените на невероятно опустошение, заснети от камерата ми, ме накараха да поставя под въпрос всяко убеждение, което преди това имах за моите така наречени врагове.“
- О'Донъл, Джо. Япония 1945: Снимки на американски морски пехотинец от кота нула.   Нашвил, Университетско издателство „Вандербилт“, 2018. ISBN 9780826516121.